# Пакшинская
Пакшинская — деревня в Шенкурском районе Архангельской области. Входит в состав муниципального образования «Никольское».

## География
Деревня расположена в южной части Архангельской области, в таёжной зоне, в пределах северной части Русской равнины, в 31,5 километрах на запад от города Шенкурска, на правом берегу реки Тарня, притока реки Ледь. Ближайшие населённые пункты: на севере деревня Давыдовская, на юго-западе деревня Боровинская.
Часовой пояс
Пакшинская, как и вся Архангельская область, находится в часовой зоне МСК (московское время). Смещение применяемого времени относительно UTC составляет +3:00.

## Население
| 2002 | 2010 | 2012 |
| ---- | ---- | ---- |
| 23   | ↘12  | ↘10  |

## История
До момента образования Тарнянской волости в 1897 году деревня входила в состав Великониколаевской волости Шенкурского уезда.
В «Списке населенных мест Архангельской губернии к 1905 году» деревня Пакшинская насчитывает 12 дворов, 64 мужчины и 67 женщин. В административном отношении деревня входила в состав Тарнянского сельского общества Тарнянской волости.
На 1 мая 1922 года в поселении 23 двора, 56 мужчин и 57 женщин.
В 2012 году, в связи с упразднением Тарнянского сельского поселения (муниципального образования «Тарнянское»), деревня переходит в состав муниципального образования «Никольское».